# Oxypyge isolatus
Oxypyge isolatus är en mångfotingart som beskrevs av Chamberlin 1925. Oxypyge isolatus ingår i släktet Oxypyge och familjen Rhinocricidae. Inga underarter finns listade i Catalogue of Life.